# Henrik Christiansen
Henrik Christiansen   (Skedsmo, 9 d'octubre de 1996) és un nedador noruec que competeix en proves d'estil lliure de mig fons i marató. Al seu país, competeix amb el club Lambertseter Svømmeklubb d'Oslo des de 2018.

## Trajectòria esportiva
La seva carrera en la natació va començar amb 7 anys després de provar el futbol, el break dance i el patinatge de velocitat.
El seu debut a la competició internacional va arribar el 2013 al Campionat Europeu de Natació en piscina curta de Herning (Dinamarca) on va participar en les modalitats de 200 metres lliures, 400 metres lliures i 400 metres combinat individual.
El 2014 va participar al Campionat Europeu Juvenil de Natació de Dordrecht (Països Baixos) on va aconseguir tres medalles,dos de bronze i una de plata. En aquesta competició també va marcar un nou rècord nacional en la categoria de 400 metres lliures amb una marca de 3:49.60. Un mes més tard va aconseguir dos bronzes als Jocs Olímpics d'estiu de la Joventut (JOJ) en les modalitats de 400 metres lliures i 800 metres lliures.
Al Campionat del Món de Natació de 2015 de Kazan (Rússia), Christensen va superar el seu rècord personal en els 800 metres lliures, finalitzant la cursa en vuitena posició. Aquesta marca va millorar en 7 segons l'anterior rècord nacional que havia marcat ell mateix. En la mateixa competició, en la modalitat 400 metres combinats va tornar a batre el rècord nacional noruec, també marcat per ell mateix anteriorment.
El 2016 va guanyar una medalla de plata al Campionat d'Europa de Natació de Londres en la modalitat de 400 metres combinats. Aquell mateix any va debutar als Jocs Olímpics d'estiu de Rio de Janeiro, en els quals va arribar a la final a la modalitat de 1500 metres d'estil lliure on va finalitzar en vuitena posició. Tot i que li van oferir beques per estudiar i entrenar a la Universitat Stanford i Berkeley als Estats Units d'Amèrica, va rebutjar-les per seguir competint a Noruega, on el nedador va considerar que podia desenvolupar-se millor en les seves disciplines.
El 2017 va aconseguir un nou rècord nacional per a Noruega al Campionat del Món de Natació celebrat a Budapest. Va superar la seva pròpia marca a la competició de 1500 metres lliures, arribant en cinquena posició.
Va obtenir una medalla al Campionat d'Europa de Natació de 2018 celebrat a Glasgow a la modalitat de 400 metres lliures, acabant la cursa darrera del nedador ucrainès Mykhailo Romanchuk. Aquell mateix any va aconseguir una medalla de bronze al Campionat del Món de natació en piscina curta de Hangzhou en la modalitat de 400 metres lliures. Durant la temporada Christiansen va patir lesió a l'espatlla el va mantenir fora de la competició durant tres mesos.
El 2019 va continuar amb la seva ratxa de medalles amb la seva participació al Campionat del Món de Natació celebrat a Gwangju on va aconseguir una plata als 800 metres d'estil lliure, per darrere del nedador italià Gregorio Paltrinieri.
La seva segona cita olímpica va ser als Jocs Olímpics d'estiu de Tòquio, disputats el 2021, on hi va anar després d'haver-se recuperat satisfactòriament d'una inflamació al genoll que havia patit l'any anterior. En aquesta ocasió va aconseguir classificar-se per a la final de 800 metres lliures, que va finalitzar en novena posició.
El 2022 va participar al Campionat del Món de natació en piscina curta de Melbourne, on va aconseguir una nova medalla de plata, en 800 metres estil lliure.
Als Jocs Olímpics d'estiu de 2024 va competir en les piscines de La Defense Arena en les categories de 800 metres lliures i 1500 metres lliures sense arribar a classificar-se per a cap de les dues finals. També va disputar la marató aquàtica, que en als Jocs Olímpics se celebra sobre una distància de 10 km. En la prova realitzada a les aigües del riu Sena, va ser el 25è, amb el pitjor temps d'entre els que van terminar la prova.

## Vida personal
Va esdevenir un fenomen viral a les xarxes socials durant els Jocs Olímpics d'estiu de 2024 a causa de la seva afició a les magdalenes de la vila olímpica francesa. Tot va començar el 25 de juliol, després que el nedador compartís un vídeo a la plataforma TikTok on valorava el menjar que servien als esportistes. Des de la publicació d'aquest primer clip, Christensen ja n'ha compartit més d'una desena alabant aquest dolç i ha rebut el sobrenom de Muffin Man ("l'home de les magdalenes").